# Kosze zerwane
Kosze zerwane – trzeci album studyjny polskiej grupy muzycznej Okoliczny Element. Wydawnictwo ukazało się 12 października 2012 roku nakładem wytwórni muzycznej Step Records. Gościnnie w nagraniach wzięli udział: Te-Tris, Ras, Jarecki, Reno, Brzuch oraz Emilia. W ramach promocji do utworów "Szczęście" i "Nie namawiaj mnie" zostały zrealizowane teledyski.
Nagrania dotarły do 21. miejsca zestawienia OLiS.

## Lista utworów
Opracowano na podstawie materiału źródłowego.
1. "Intro (Wiadroskład)" - 0:22
2. "Dla dobra rapu" (produkcja: Biała Trawa) - 3:30
3. "Walka trwa" (produkcja: Mej, gościnnie: Te-Tris, scratche: MEJdej) - 3:51
4. "Typowi podejrzani" (produkcja: Mej, scratche: DJ BRK) - 3:14
5. "Polska bzdura" (produkcja: żURB, gościnnie: Ras) - 3:17
6. "Szczęście Skit" - 0:31
7. "Szczęście" (produkcja: Mej) - 3:40
8. "Zasady i kwasy" (produkcja: manicURB) - 3:31
9. "Myślałem" (produkcja: manicURB) - 2:15
10. "Dziwne uczucie Skit" - 0:24
11. "Dziwne uczucie" (produkcja: URB, gościnnie: Jarecki, scratche: DJ Tort) - 3:23
12. "Nie znam chłopa" (produkcja: Spalchemik, scratche: DJ URB) - 3:16
13. "Nie znam Skita" - 0:07
14. "W witrynach zakupy" (produkcja: URB, gościnnie: Reno) - 3:51
15. "Piękne drzewko Skit" - 0:21
16. "Nie namawiaj mnie" (produkcja: Bimberland, gościnnie: Brzuch, scratche: DJ Brk) - 4:11
17. "Tysiące snów Skit" - 0:12
18. "Tysiące snów" (produkcja: Spalchemik, gościnnie: Emilia) - 3:41
19. "Outro" (produkcja: Bob Mejdej, Nin-jah) - 0:52